# Waiting 4U Tour
Waiting 4U Tour là một chuyến lưu diễn hòa nhạc chung của nam ca sĩ người Úc Cody Simpson và nam ca sĩ người Mỹ Greyson Chance. Tour diễn được tổ chức nhằm quảng bá cho EP đầu tay của Simpson, 4 U (2010), đồng thời nhằm gây được sự quan tâm và chú ý của công chúng đối với Greyson Chance. Cả hai ca sĩ thông báo về tour diễn vào ngày 10 tháng 3 năm 2011, trong một cuộc trò chuyện trực tiếp với người hâm mộ trên Ustream.

## Danh sách biểu diễn

### Danh sách biểu diễn của Greyson Chance
1. "Heart Like Stone"
2. "Light Up the Dark"
3. "Fire"
4. "Paparazzi"
5. "Empire State of Mind"
6. "Unfriend You"
7. "Waiting Outside the Lines"

### Danh sách biểu diễn của Cody Simpson
1. "Round of Applause"
2. "iYiYi"
3. "Don't Cry Your Heart Out"
4. "Not Just You"
5. "I Found You"
6. "All Day"

## Lịch trình
| Ngày                | Thành phố          | Quốc gia | Địa điểm                      |
| ------------------- | ------------------ | -------- | ----------------------------- |
| 9 tháng 4 năm 2011  | Ivins              | Mỹ       | Dixie Convention Center       |
| 11 tháng 4 năm 2011 | Denver             | Mỹ       | Gothic                        |
| 13 tháng 4 năm 2011 | Minneapolis        | Mỹ       | The Cedar Cultural Center     |
| 14 tháng 4 năm 2011 | St. Louis          | Mỹ       | The Pageant                   |
| 15 tháng 4 năm 2011 | Chicago            | Mỹ       | House of Blues                |
| 16 tháng 4 năm 2011 | Milwaukee          | Mỹ       | The Rave II                   |
| 17 tháng 4 năm 2011 | Detroit            | Mỹ       | Royal Oak                     |
| 19 tháng 4 năm 2011 | Cleveland          | Mỹ       | House of Blues                |
| 20 tháng 4 năm 2011 | Lancaster          | Mỹ       | The Chameleon Club            |
| 21 tháng 4 năm 2011 | Westbury           | Mỹ       | NYCB Theatre at Westbury      |
| 22 tháng 4 năm 2011 | Hampton Beach      | Mỹ       | Hampton Beach Casino Ballroom |
| 23 tháng 4 năm 2011 | Boston             | Mỹ       | Showcase Live                 |
| 25 tháng 4 năm 2011 | West Chester       | Mỹ       | The Note                      |
| 26 tháng 4 năm 2011 | Thành phố New York | Mỹ       | Irving Plaza                  |
| 27 tháng 4 năm 2011 | Thành phố New York | Mỹ       | The Gramercy Theatre          |
| 28 tháng 4 năm 2011 | Washington, D.C.   | Mỹ       | Sixth@I                       |
| 1 tháng 5 năm 2011  | Fort Lauderdale    | Mỹ       | Culture Room                  |
| 3 tháng 5 năm 2011  | Orlando            | Mỹ       | House of Blues                |
| 4 tháng 5 năm 2011  | Atlanta            | Mỹ       | Center Stage                  |
| 6 tháng 5 năm 2011  | Houston            | Mỹ       | Bronze Peacock                |
| 8 tháng 5 năm 2011  | Dallas             | Mỹ       | Cambridge Room                |
| 10 tháng 5 năm 2011 | Phoenix            | Mỹ       | Nile Theater                  |
| 11 tháng 5 năm 2011 | Los Angeles        | Mỹ       | House of Blues                |
| 14 tháng 5 năm 2011 | Anaheim            | Mỹ       | House of Blues                |
| 15 tháng 5 năm 2011 | San Francisco      | Mỹ       | Slims                         |
| 17 tháng 5 năm 2011 | Seattle            | Mỹ       | Showbox at the market         |
| 18 tháng 5 năm 2011 | Portland           | Mỹ       | Roseland                      |